# Archilina deceptoria
Archilina deceptoria är en plattmaskart som beskrevs av Martens och Curini-Galletti 1994. Archilina deceptoria ingår i släktet Archilina och familjen Monocelididae. Inga underarter finns listade i Catalogue of Life.